# Batalha do Mar das Filipinas
A Batalha do Mar das Filipinas foi uma batalha aeronaval que teve lugar durante a Guerra do Pacífico, na Segunda Guerra Mundial. Envolveu a Marinha Imperial Japonesa e a Marinha dos Estados Unidos, e teve como palco o Mar das Filipinas, próximo às Ilhas Marianas, entre os dias 19 e 20 de junho de 1944, durante a ocupação pelas tropas estadunidenses da ilha de Saipan para posteriormente invadir as ilhas de Guam e Tinian, as três maiores ilhas que compõem as Ilhas Marianas do Norte. A parte aérea da batalha foi apelidada de "Great Marianas Turkey Shoot" pelos aviadores americanos pela taxa de perda severamente desproporcional infligida às aeronaves japonesas por pilotos e artilheiros antiaéreos americanos.
Esta batalha, que se encaixa no quadro da Operação Forager, foi finalizada por um completo desastre das forças armadas japonesas, que perderam quase a totalidade de sua aviação naval embarcada, assim como metade dos porta-aviões participantes da batalha. Como resultado, a Marinha Imperial japonesa perdeu a parte principal de suas forças de combate em termos de aviação naval.